# Carl Edward Roth
Carl Edward Roth, född 13 september 1828 i Ockelbo församling, Gävleborgs län, död 27 september 1898 i Ludvika församling, Kopparbergs län, var en svensk industriman och delägare i Ludvika bruk.

## Liv och verk

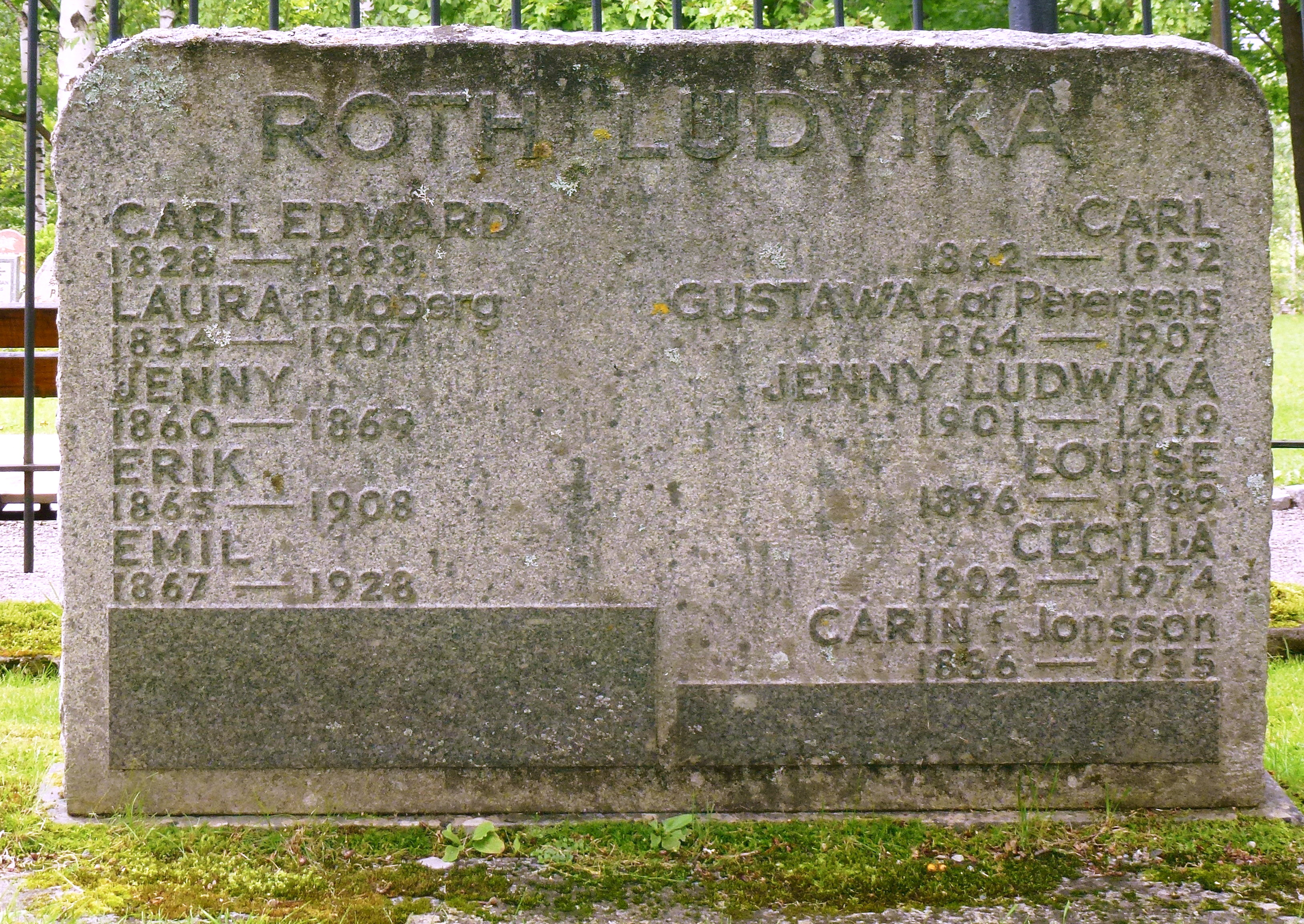
Roths familjegrav.

Familjen Roth är intimt förknippat med Ludvika bruk och Sunnansjö bruk. Carl Edward Roth lärde sig bergshantering vid Larsbo bruk och gick två år i Bergsskolan i Falun. 
År 1858, knappt 30 år gammal, tog han över ledningen för Ludvika bruk efter sin far Carl Reinhold Roth som blivit majoritetsägare 1836. Carl Edward Roth var brukspatron vid Ludvika bruk i nästan 40 år och drev företaget tidvis tillsammans med sina bröder Carl Emil Roth och Carl Ehrnfried Roth. När brodern Emil Roth avled 1885 övergick hans andel i bruket till Edward. 
Roths äng söder om Ludvika herrgård är uppkallad efter honom och skapades av honom. Hans initialer ”CR” finns på den lilla parken Gungholmen vid Nya Prästhyttan som hörde till Ludvika bruk. Han fick sin sista vila på Ludvika Ulrica kyrkas kyrkogård.